# 李道隆 (医生)

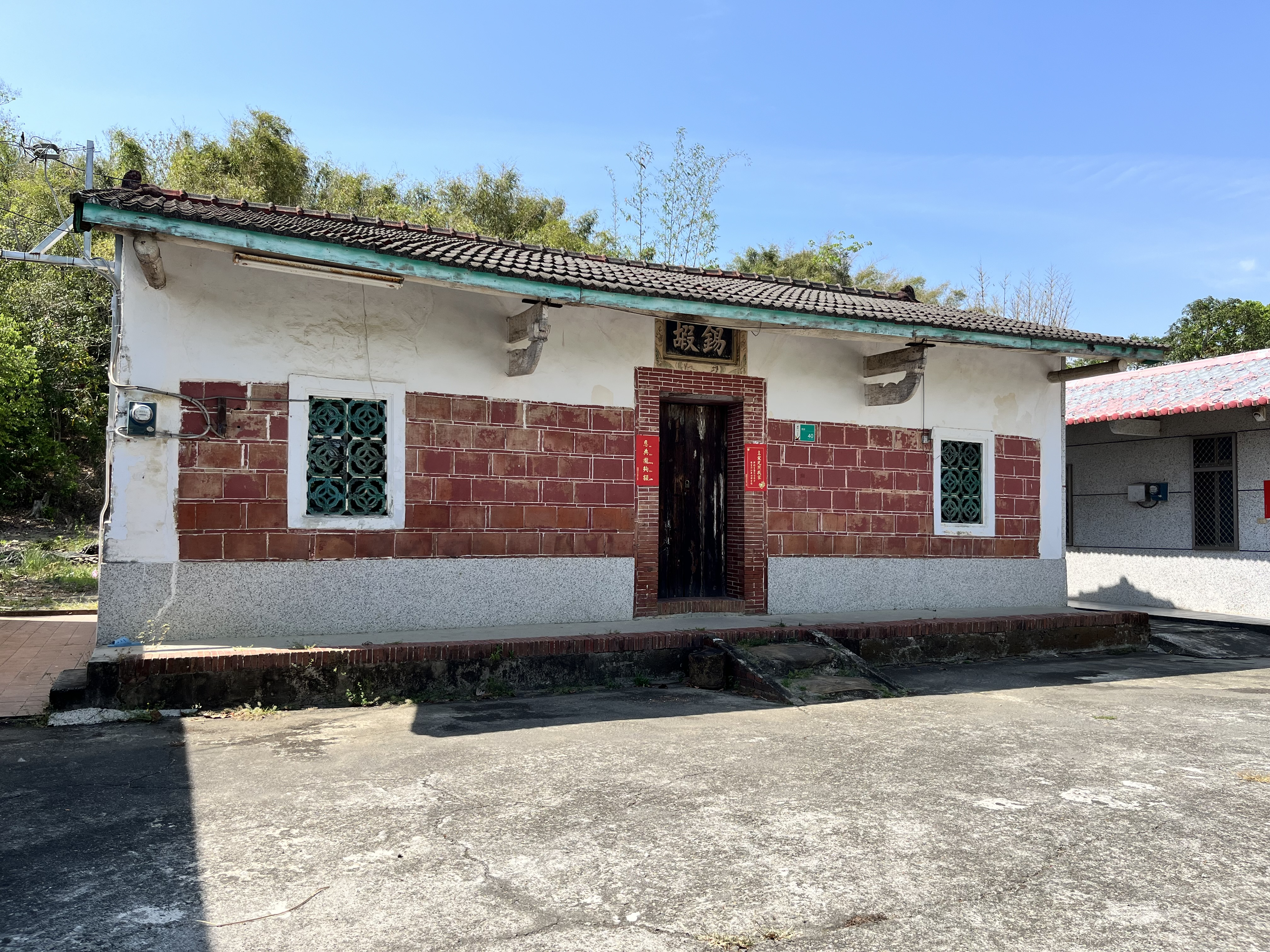
崗仔林李家古厝。

李道隆（1913年3月12日—2000年），出生於臺南，父親李以彰、母親張和，其亦是傳道人李登炎之孫、崗仔林李家的後代，為臺灣戰後時期臺南胃腸病科名醫。

## 生平
李道隆於1929年進入台南長老教中學（即今臺南市私立長榮高級中學），後轉學於日本大學第三中學唸書，1934年就讀日本大學醫科，於此開啟其醫師生涯。
1938年4月，李道隆任職滿洲醫科大學高森內科副手。同年10月返回台灣、12月於大樹開業，1941年4月轉遷至台南開業「胃腸病科道隆醫院」，是為道隆醫院院長，1942年，台南正逢赤痢流行，李道隆因治癒了不少患有痢疾的病患而享有台南胃腸病名醫之盛譽。
1955年，臺南中華基督教青年會成立，李道隆被推選為第一屆董事，當時的董事名單為：「董事長：侯全成、副董事長：陳明清；董事：李國澤、韓石泉、黃永昌、安慕理、陳再傳、宋泉璋、戴輝煌、黃主義、劉子祥、李道隆、蔡愛義、林登藻、林異雷」，嚴坤厚為第一任幹事。李道隆曾於1960年參與王受祿醫師組織之台南基督長老教會台南中會傳道醫療團（簡稱台南基督教醫療團）擔任義工、為新樓醫院提供醫療服務。
李道隆一生身兼多職，其擔任道隆醫院院長期間兼任臺北帝國大學（即今國立臺灣大學）熱帶醫學研究所所員，亦曾任職台灣省X放射線學會常務理事、中國紅十字會臺南支會役員及台南區合會董事長等。

## 家族成員
李道隆的父親李以彰（1885—1941年）亦為一名醫師，李以彰別名珍珠，為李登炎之子，與妻子羅柳育有一女，後與繼室張和生二個男孩、八個女兒，李道隆即為長男。李以彰早年任職於太平境小學，後擔任台南醫院（為今衛生福利部臺南醫院）的實習生，與韓石泉、黃金火醫師（共和醫院創辦人）同班，通過醫師考試後於台南灣裡、安定、土城等地開業。

## 個人著作
- 李道隆，〈デング熱に伴ひたる胃出血例竝に本病の臨床的統計的觀察〉（中譯篇名：〈伴隨登革熱引發的胃出血例及本病臨床統計上的觀察〉），《臺灣の醫界》，第一卷：第八號，1942年11月，頁383-399。[7]
- 李道隆，〈聽器を侵入門戶とせる稀有なる破傷風例〉（中譯篇名：〈把聽覺器官當入侵門戶的破傷風例〉），《臺灣の醫界》，第一卷：第四號，1942年7月，頁172-175。[7]

## 相關著作
- 吳銅，《臺灣醫師名鑑》，臺中：臺灣醫藥新聞社，1954年。
- 李嘉嵩著；李弘祺編，《一百年來 : 事奉與服務的人生》，新竹：編者自印，2009年。
- 陳力航，〈日治時期在中國的臺灣醫師（1895-1945）〉，國立政治大學臺灣史研究所碩士論文，2012年7月。
- 謝若蘭，《西拉雅族岡仔林部落歷史研究》，國史館台灣文獻館，2022年11月1日。
- 陳肇萱，〈記憶所繫之墓：盧嘉興對左鎮李公墓碑的探勘、考證與敘事〉，《人文研究學報》，第五十七期，2023年，頁41-68。

## 相關報導
- 中國日報，〈南區合會紛爭，看來還有好戲〉，刊號324：版次2，發行地：臺中，1957年3月29日。[8]
- 臺灣民聲日報，〈名利之爭勾心鬥角瞞天過海人事全非，台南區合會公司內鬨案引起社會人士廣泛注目，官司似近尾聲熱浪仍未稍戢，暴風雨前夕將出現高潮〉，刊號7338：版次3，發行地：臺灣省，1964年11月3日。[9]